# Ernst von Wrisberg
Ernst August Ludwig Konrad von Wrisberg (Schwerin, 2 augustus 1862 - Berlijn, 1 april 1927) was een Pruisische radicale, extreem-nationalistische, xenofobische en antisemitische legerofficier. Hij was tevens voorzitter van de Deutscher Ostmarkenverein.

## Levensloop

### Militaire achtergrond
Ernst von Wrisberg was de zoon van de Pruisische luitenant-generaal Johann von Wrisberg (1828-1914). Hij trouwde op 5 april 1900 in Berlijn met Marie Edle von der Planitz.
Ernst von Wrisberg (toen kolonel) leidde vanaf oktober 1914 de legersectie van de Allgemeinen Kriegs-Departements van het Pruisische Ministerie van Oorlog. Hij volgde in april 1915 Heinrich Schëuch op als hoofd van de gehele AKD. Het is bekend dat Von Wrisberg de groeiende macht van Max Bauer niet kon waarderen en zag de acties van Bauer als een inbreuk op zijn autoriteit.
Ernst von Wrisberg was verantwoordelijk voor de reorganisatie van het Duitse leger in de lente van 1915, waardoor een offensief aan het oostfront mogelijk werd. Onder zijn toezien werden nieuwe divisies gecreëerd en tegelijkertijd de vierde regiment van elk al bestaande divisie naar die nieuwe divisies overgebracht.
Oorlogsminister Adolf Wild von Hohenborn gaf op 11 oktober 1916 het bevel voor de uitvoering van de Judenzählung en benoemde de openlijke antisemiet Ernst Von Wrisberg als toezichthouder. Hij werd door Von Hohenborn's opvolger Hermann von Stein vervangen door Wilhelm Croener.

Het verbaast nauwelijks dat de OHL zijn aandacht op alles richt en zoveel - vaak ongelooflijke - veranderingen eist, dat iemand alleen maar zijn hoofd kan schudden. In wezen is alles op zijn kop gezet en worden er dagelijks nieuwe stafformaties gemaakt.
— Ernst von Wrisberg

Ernst von Wrisberg heeft zich tijdens de Eerste Wereldoorlog actief opgesteld om iedere onrust onder de arbeiders in oorlogsfabrieken de kiem te smoren. Onder zijn bewind werden de regels rondom de vrijheid van vergadering aangescherpt. Ook was hij een voorstander van het militariseren van de fabrieken, waardoor arbeiders sneller terug aan het werk gebracht konden worden. Arbeiders waarvan het vermoeden bestond dat ze aanstichters van onrust waren, konden in de aangescherpte regels sneller aangepakt worden. In zijn ogen kon je beter te vroeg dan te laat handelen.
Na de Eerste Wereldoorlog probeerde hij de Dolkstootlegende te bewijzen in een aantal publicaties, met name in Heer und Heimat (1921).

### Deutscher Ostmarkenverein
Heinrich von Tiedemann deed in januari 1920 afstand van zijn voorzitterschap van de Deutscher Ostmarkenverein en maakte plaats voor Ernst von Wrisberg. De belangrijkste doelen van de Ostmarkenverein waren de bevordering van germanisering van Polen in Pruisen en de vernietiging van de Poolse identiteit in de Duitse oostprovincies. Hewel de beweging haar hoofdmotivering had verloren omdat Duitsland geen invloed meer had op de gebieden van de Tweede Poolse Republiek, bleef het bestaan in een rompvorm. Vanuit Berlijn probeerde de organisatie de regering van de Weimarrepubliek te dwingen de dreiging van represailles tegen de overgebleven Poolse minderheid in Duitsland te gebruiken om verdere concessies voor de Duitse minderheid in Polen te winnen. De naoorlogse regering van Gustav Stresemann verwierp echter meestal deze smeekbeden omdat er veel meer Duitsers in Polen waren dan Polen in Duitsland, en een dergelijke leer-om-leer tactiek de Duitse zijde meer zou schaden. De organisatie bleef daarna gevestigd in Berlijn en hield zich vooral bezig met perscampagne en retoriek.

## Publicaties
- Heer und Heimat (1921)
- Wehr und Waffen 1914-1918 (1922)[7][4]